# Budka

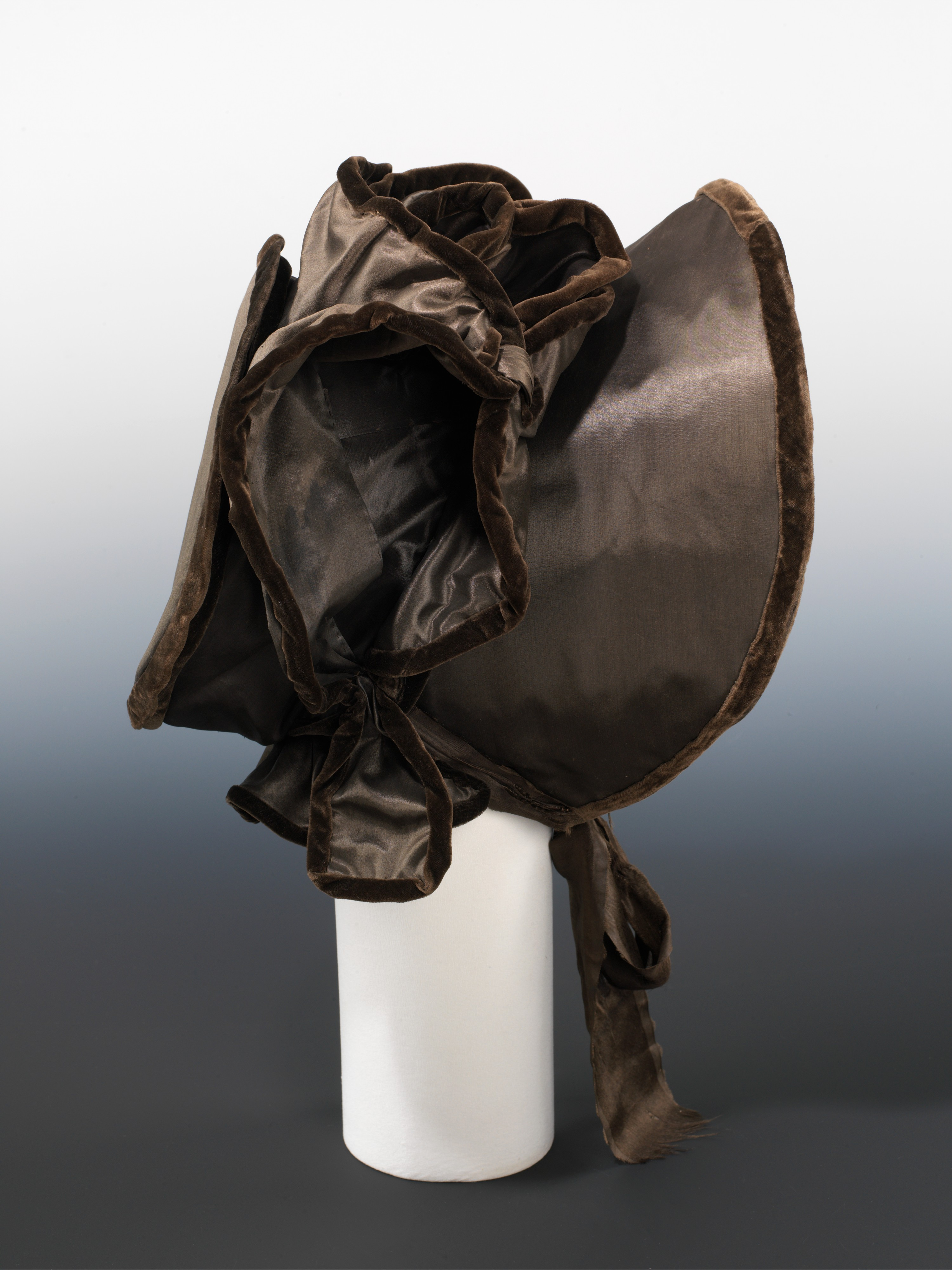
Budka (kapotka) z lat 20. XIX wieku

Budka, kapotka – odmiana damskiego kapelusza używanego od XVIII wieku do lat 60. XX wieku.
W XVIII stuleciu był to rodzaj kapelusza noszonego podczas jazdy otwartym powozem konnym. Podczas podróży stwarzał pewne poczucie prywatności, osłaniał przed wiatrem, a także chronił przed środowiskowo niestosowną (kojarzoną ze wsią) opalenizną.
Do wyrobu tych kapeluszy używano aksamitu, atłasu, kretonu, cienkiego filcu lub słomy. Ozdabiane były koronkami, sztucznymi kwiatami i ptasimi piórami. Nazwa wiąże się z podobieństwem rondka do budy pojazdu konnego. Bocznie przylegało ono do twarzy, a nad czołem było znacznie uniesione do góry. Wstążki przymocowane do rondka zawiązywano na kokardę pod brodą. W XX wieku mniejsze budki, nadal bogato zdobione, noszone były przeważnie latem w miejscowościach letniskowych.